# Island Records
Island Records — британо-ямайский звукозаписывающий лейбл, принадлежащий Universal Music Group. Был основан в 1959 году Крисом Блэквеллом, Грэмом Гудоллом и Лесли Конгом на Ямайке. В 1962 году компания перебазировалась в Великобританию, где в течение многих лет функционировала как независимый рекорд-лейбл, оставаясь крупнейшим независимым лейблом в истории. В 1989 году Island Records был продан PolyGram, утратив независимость.
Island Records управляет четырьмя международными подразделениями: Island UK, Island US, Island Australia и Island France (до 2014 года известная как Vertigo France).
Особенностью функционирования компании была система лицензирования, при которой производством, распространением и маркетингом продукции занимались другие лейблы, которые иногда упоминались на релизах, иногда — нет. В частности, под лейблом Island выходили пластинки на Bell Records (1967—68), A&M Records (1969—1970-е) Asylum Records (1970), Capitol Records (начало 70-х), Warner Bros. Records (1975—1982), WEA Records, Atlantic Records (1982—1989), Phonogram Records (1971), Ariola Records (1971—1992), Dacapo Records др.
Известные артисты, которые сотрудничали с Island Records: Ариана Гранде, Авичи, Джастин Бибер, Боб Марли, Queen, Дрейк, Кэт Стивенс, Туве Лу, Sparks, The Cranberries, Roxy Music, Bishop Briggs, Хозиер и другие
В числе артистов, чьи пластинки принесли компании известность — Боб Марли и U2.

## История создания
Island Records был основан на Ямайке 4 июля 1959 года Крисом Блэквеллом, Грэмом Гудоллом и Лесли Конгом, при частичной финансовой поддержке Стэнли Бордена из кинокомпании RKO. Название студии было взято из песни Гарри Белафонте «Остров на солнце» (англ. «Island in the Sun»). В 2009 году Блэквелл прокомментировал: «Я так любил музыку, что просто хотел погрузиться в неё или быть как можно ближе к ней».

## Музыканты лейбла

### Музыканты, в прошлом записывавшиеся на Island
- Amazing Blondel
- Andrew W.K.
- Anthrax
- Art of Noise
- Aswad
- Bad Company
- Black Uhuru
- Black Rebel Motorcycle Club
- The Bronx
- Burning Spear
- John Cale
- Julian Cope
- Cinema Bizarre
- The Cranberries
- dEUS
- Nick Drake
- Bob Dylan
- Emerson, Lake and Palmer
- Brian Eno
- Fairport Convention
- Marianne Faithfull
- Fall Out Boy
- Frankie Goes to Hollywood
- Fotheringay
- Grace Jones
- If
- Insane Clown Posse
- The Isley Brothers
- Janet Jackson
- Jade Warrior
- Jethro Tull
- King Crimson
- Ladytron
- Mariah Carey
- Bob Marley
- McFly
- Mika
- Mott the Hoople
- Mountain
- Nico
- The Orb
- Robert Palmer
- PlayRadioPlay
- PM Dawn
- Quintessence
- Redd Kross
- Roxy Music
- Sum 41
- That Poppy
- The Slits
- Soup Dragons
- Sparks
- Spooky Tooth
- Stereo MC's
- Cat Stevens
- Traffic
- Tricky
- U2
- Tom Waits
- The Wedding Present
- White Noise
- Amy Winehouse
- Wolfmother
- Элтон Джон

### Музыканты, записывающиеся на Island
- Ashes Divide
- Attic Lights
- Babyface
- Дэниел Бедингфилд
- Джастин Бибер
- Ник Джонас
- Деми Ловато (мультиконтракт с Hollywood Records и Safehouse Records)
- Bombay Bicycle Club
- Bon Jovi
- The Bravery
- Тони Брэкстон
- Clocks
- Def Leppard (US)
- Eddie and the Hot Rods
- Мелисса Этеридж
- Electrovamp
- Florence + the Machine
- The Feeling
- A Girl Called Jane
- PJ Harvey
- Oh Wonder
- Hoobastank
- Линтон Квеси Джонсон
- Keane
- Керли
- Шон Мендес
- Sam Sparro
- Sugababes
- Sum 41
- The Killers
- Lady Sovereign
- Mumford & Sons
- Bob Marley & The Wailers
- Джон Маклафлин
- Nine Black Alps
- Portishead
- Pulp
- Лайонел Ричи
- The Rushes
- Saliva
- Кэт Стивенс
- Tokio Hotel (Universal/Island Germany)
- Third World
- Ariana Grande
- PSY
- Traffic
- Ultravox
- Under the Influence of Giants
- Willy Moon
- Young Love
- Селена Гомез
- Scarlxrd
- Сабрина Карпентер